# Tolnay Andor
Tolnay Andor (Torontálszécsány, 1895. december 29. – Lavocsne, 1943. január 18.) magyar színész, színházigazgató.

## Életútja
Édesapja vidéki színigazgató volt. Középiskolai érettségi után 1920-ban az Országos Színészegyesület színiiskoláját végezte el, utána Karcagon Radó Bélánál lépett a színpadra. Főbb állomásai: Andor Zsigmondnál Székesfehérvárt, Parlagi Lajosnál Nagyváradon és Janovics Jenőnél Kolozsvárott voltak. 1924-től 1925-ig a Fővárosi Operettszínház, 1927-től 1931-ig a Szegedi Városi Színház tagja volt. 1928-ban a Király Színház állandó vendégszereplésre szerződtette, ahol 1930-ban és 1932-ben is fellépett. Játszott még a Városi Színházban (1932–33) és a Budai Színkörben (1932) is.
1933-tól igazgatással foglalkozott, 1938-ig a Sopron–Székesfehérvár–Szombathely kerületben, később mint cseretársulati igazgató működött Kassa, Miskolc, Debrecen és Szeged színházaiban. 1941-ben cseretársulatából Tábori Színház lett, 1942 novemberében kilátogattak az orosz frontra. Többnyire operettekben aratott sikert, a Nótáskapitány, a Teresina, a Miami, a Királynő rózsája, az Eltörött a hegedűm, a Csikágói hercegnő stb. operettek bonviván szerepeiben láthatta a közönség. A vidéki színészet színvonalának emeléséért 1940-ben megkapta a Signum Laudis kitüntetést.

## Főbb szerepei
- Sándor (Zerkovitz Béla: Eltörött a hegedűm)
- Koltay László (Ábrahám Pál: Viktória)
- Huszárezredes (Erdélyi Mihály: Fehérvári huszárok)